# Старостенко Віталій Іванович
Віта́лій Іва́нович Старосте́нко (* 13 квітня 1935, Київ) — український геолог та геофізик, теоретик інтерпретації потенційних полів.

## Відзнаки
Нагороджений Золотою медаллю ВДНГ СРСР — 1973 (робота у співавторстві «Автоматизована система оперативної обробки даних гравіметрії та магнітометрії»), орденом «Знак пошани» — 1981, лауреат Державної премії УРСР в галузі науки і техінки — 1984, Державної премії України — 1995. Нагороджений Почесною грамотою Президії ВР УРСР — 1985. 1997 — заслужений діяч науки і техніки України, нагороджений орденом «За заслуги» 3 (2005) і 2 (2015) ступенів.

## Життєпис
Його батьки були інженерам-технологами цукрової промисловості, в часі війни невдало евакуювалися, нацистську окупацію пережили в Дебальцевому. Після звільнення родина повернулася до Києва. 1958 року закінчив Київський університет ім. Т. Г. Шевченка по фаху геофізики.
В 1958—1961 працює інженером Київської геофізичної експедиції (Турчинка).
В 1961—1964 на аспірантурі в Інституті геофізики АН УРСР — під керівництвом Іларіона Балабушевича, працює в інституті, 1966 — кандидат технічних наук, 1968 — старший науковий співробітник. З 1975 — замісник директора по науковій роботі. 1977 — доктор фізико-математичних наук, робота «Питання теорії та методики інтерпретації гравіметричних спостережень стійкими чисельними методами».
З 1976 року очолює відділ глибинних процесів Землі і гравіметрії — по смерті академіка Серафима Субботіна.
1984 року здобуває вчене звання професора, 1985 — член-кореспондент АН УРСР, 1990 — академік.
1991 — директор Інституту геофізики імені С. І. Субботіна НАН України. З 1992 року в інституті очолює фахову раду по захисту докторських дисертацій.
2010 року отримав нагороду Державної геологічної служби України — медаль Л. І. Лутугіна.
Його авторству належить більше 500 наукових праць, з них 5 монографій.
Його праці видані в Україні та Росії, також публікувалися у наукових виданнях Великої Британії, Індії, Італії, Китаю, Польщі, США, Франції, Чехословаччини тодішньої, Швеції та Швейцарії.
Одним з перших в СРСР розпочав обробляти та інтерпретувати геофізичні дані на ЕОМ. Підготував 27 кандидатів та 2 докторів наук.
Головний редактор «Геофізичного журналу», в складі редакційних колегій наукових журналів «Геологія та корисні копалини Світового океану», «Космічна наука і технологія», «Український антарктичний журнал».
Академік Нью-Йоркської академії наук — 1995. Був співредактором спеціалізованих випусків журналу Tectonophysics.
Співавтор видання «Гравірозвідка. Довідник геофізика.», 1981.
З допомогою його розробок отримано нові дані щодо
- структури фундаменту Дніпровсько-Донецької западини,
- підошви залізорудних родовищ Великого Кривого Рогу,
- глибинної будови північної частини Сибірської платформи,
- будови родовищ корисних копалин Красноярського краю,
- верхньої мантії північної частини Атлантичного та Індійського океанів,
- верхньої мантії Чорного моря,
- верхньої мантії Гвінейської затоки.

Серед його робіт:
- «Визначення вертикальних похідних потенціалу притягання по результатах спостережень з горизонтальним градієнтометром», 1970,
- «Стійкі чисельні методи в залачах гравіметрії», 1978,
- «Неприпливні зміни сили тяжіння» — разом з Собакарем Григорієм Тимофійовичем, 1982,
- «Методика вирішення прямих задач гравіметрії та магнітометрії на кулеподібних планетах», 1986.